# Prece do Paraquedista
A Prece do Paraquedista, também conhecida como Oração do Paraquedista (original: La Prière du Para) é um poema francês encontrado na posse do autor, Aspirante a oficial paraquedista André Zirnheld, após a sua morte na Líbia, em 27 de julho de 1942, durante a Segunda Guerra Mundial.
A Oração do Paraquedista foi adotada por todas as Unidades e Regimentos de Paraquedistas da Infantaria Metropolitana e da Marinha da França (exceto pelos paraquedistas da Legião Estrangeira Francesa, que têm o seu próprio poema), bem como pelas Tropas Paraquedistas de Portugal.
Esta oração consta no romance de AJ Quinnell, Man on Fire, no qual o protagonista principal é um ex-paraquedista da Legião Francesa. A mesma prece é também referida nos livros On Combat: The Psychology and Physiology of Deadly Conflict in War and in Peace, do Tenente-coronel Dave Grossman, Rogue Heroes, de Ben Macintyre e Call Sign Chaos: Learning to Lead, de Jim Mattis . 

## Versões da Prece
Tendo sido adotada pelos paraquedistas de vários países, a Prece do Paraquedista foi adaptada em várias línguas e com algumas variações, dependendo do país correspondente:
| Prece do Paraquedista (Portugal) | Oração do Paraquedista (Brasil) | La Prière du Para (original, França) |
| --- | --- | --- |
| Dai-me Senhor, o que Vos resta Dai-me aquilo que nunca ninguém Vos pede Eu não Vos peço o repouso Nem a tranquilidade Nem a da alma, nem a do corpo Eu não Vos peço a riqueza, Nem o êxito, Nem mesmo a saúde. Eu quero a incerteza e a inquietude Eu quero a tormenta e a luta E concedei-me-las, Senhor, definitivamente. Que eu tenha a certeza de as ter para sempre Porque não terei sempre a coragem De Vos Lhas pedir. Dai-me Senhor, o que Vos resta. Dai-me o que os outros não querem. Mas dai-me também a Coragem E a Força E a Fé. | Dai-me, Senhor meu Deus, o que Vos resta; Aquilo que ninguém Vos pede. Não Vos peço o repouso nem a tranquilidade, Nem da alma nem do corpo. Não Vos peço a riqueza nem o êxito nem a saúde; Tantos Vos pedem isso, meu Deus, Que já não Vos deve sobrar para dar. Dai-me, Senhor, o que Vos resta, Dai-me aquilo que todos recusam. Quero a insegurança e a inquietação, Quero a luta e a tormenta. Dai-me isso, meu Deus, definitivamente; Dai-me a certeza de que essa será a minha parte para sempre, Porque nem sempre terei a coragem de Vo-la pedir. Dai-me, Senhor, o que Vos resta, Dai-me aquilo que os outros não querem; Mas dai-me, também, a coragem, a força e a fé. | Je m'adresse à vous, mon Dieu, car vous donnez Ce qu'on ne peut obtenir que de soi Donnez-moi, mon Dieu, ce qui vous reste Donnez-moi ce qu'on ne vous demande jamais. Je ne vous demande pas le repos Ni la tranquillité Ni celle de l'âme, ni celle du corps. Je ne vous demande pas la richesse Ni le succès, ni même la santé. Tout ça, mon Dieu, on vous le demande tellement Que vous ne devez plus en avoir. Donnez-moi, mon Dieu, ce qui vous reste Donnez-moi ce que l'on vous refuse. Je veux l'insécurité et l'inquiétude. Je veux la tourmente et la bagarre Et que vous me les donniez, mon Dieu, définitivement. Que je sois sûr de les avoir toujours Car je n'aurai pas toujours le courage De vous les demander. Donnez-moi, mon Dieu, ce qui vous reste. Donnez-moi ce don't les autres ne veulent pas. Mais donnez-moi aussi le courage Et la force et la foi. Car vous seul donnez, mon Dieu, Ce que l'on ne peut attendre que de soi. |